# Borsippa

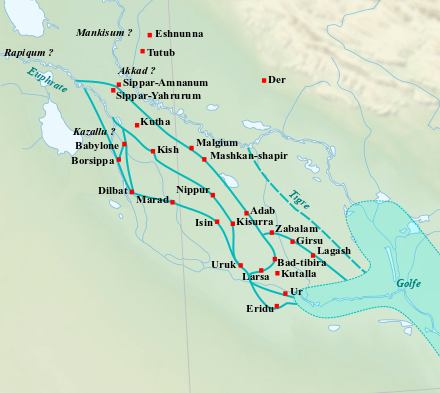
mapa z zaznaczonym położeniem Borsippy i innych najważniejszych miast Mezopotamii okresu starobabilońskiego (2004-1595 p.n.e.) z uwzględnieniem przypuszczalnego przebiegu ówczesnych cieków wodnych i zarysu linii brzegowej Zatoki Perskiej

Borsippa (obecnie Birs Nimrud w Iraku) – starożytne miasto położone ok. 18 km od Babilonu, na wschodnim brzegu Eufratu. Istniejąca tu świątynia E-zida (Dom trwały) była głównym ośrodkiem kultu Nabu, który rozwinął się w I tysiącleciu p.n.e. Tutaj również znajdowała się świątynia boga Nanny. Miasto jest uznawane za jedną z możliwych lokalizacji Wieży Babel.